# 聲帶突
聲帶突（vocal process）位於杓狀軟骨基部的前角處，因為它是前水平的向前傾，並附著在聲帶上。
杓狀軟骨為具有內側突及側向突的成對軟骨。內側突稱為聲帶突，因為它是聲帶的附著物。側向突是聲帶的主要內肌之一的附著物，並因此命名為杓狀軟骨肌突。